# Exceptia hospita
Exceptia hospita är en fjärilsart som beskrevs av Povolny 1989. Exceptia hospita ingår i släktet Exceptia och familjen stävmalar. Inga underarter finns listade i Catalogue of Life.